# 대서양참치보존위원회
대서양참치보존위원회(ICCAT: International Commission for the Conservation of Atlantic Tunas)는 대서양 참치자원의 보존관리 및 적정이용을 목적으로 설립된 지역수산관리기구중의 하나로 '대서양참치의 보전에 관한 국제협약'에 따라 1969년 3월 21일 설립되었다. 대한민국은 1970년 8월 28일 가입하였으며, 현재 대한민국, 미국, 일본, 캐나다, EC 등 48개국이 회원으로 가입되어 있으며, 사무국은 스페인 마드리드에 있다.

## 회원국
- 가나
- 가봉
- 과테말라
- 감비아
- 그레나다
- 그리스[1]
- 기니
- 기니비사우
- 나미비아
- 나이지리아
- 남아프리카 공화국
- 네덜란드[1]
- 노르웨이
- 니카라과
- 대한민국
- 덴마크[1]
- 독일[1]
- 라이베리아
- 라트비아[1]
- 러시아
- 루마니아[1]
- 룩셈부르크[1]
- 리비아
- 리투아니아[1]
- 멕시코
- 모로코
- 모리타니
- 몰타[1]
- 미국
- 바누아투
- 바베이도스
- 베네수엘라
- 벨기에[1]
- 벨리즈
- 불가리아[1]
- 브라질
- 상투메 프린시페
- 생피에르 미클롱
- 세네갈
- 세인트빈센트 그레나딘
- 스웨덴[1]
- 스페인[1]
- 슬로바키아[1]
- 슬로베니아[1]
- 시리아
- 시에라리온
- 아이슬란드
- 아일랜드[1]
- 알바니아
- 알제리
- 앙골라
- 에스토니아[1]
- 엘살바도르
- 영국
- 오스트리아[1]
- 온두라스
- 우루과이
- 유럽 연합
- 이집트
- 이탈리아[1]
- 일본
- 적도 기니
- 중국
- 체코[1]
- 카보베르데
- 캐나다
- 코트디부아르
- 퀴라소
- 크로아티아[1]
- 키프로스[1]
- 튀르키예
- 튀니지
- 트리니다드 토바고
- 파나마
- 포르투갈[1]
- 폴란드[1]
- 프랑스[1]
- 핀란드[1]
- 필리핀
- 헝가리[1]

### 협력국
- 가이아나
- 대만
- 볼리비아
- 수리남
- 코스타리카
- 콜롬비아

## 어획 쿼터
2011년도 대한민국의 잠정 쿼터는 3,402톤이다.
- 대서양참다랑어 77.5톤, 눈다랑어 2,783톤, 북방날개다랑어 250톤, 남방날개다랑어 100톤, 북방황새치 50톤, 남방황새치 50톤, 기타 새치 91.5톤 등 (남방날개다랑어, 황새치, 백새치는 초과어획으로 2011년에는 조업 금지)

## 조업 현황
- 대한민국은 6개 업체 연승선 16척 및 선망선 2척이 조업하고 있으며, 매년 4,000여톤을 어획(약 300억원 수익 창출)하고 있다.

## 회의 개최
- 2010년 11월 17일부터 10일간 대서양참치보존위원회(ICCAT) 제17차 특별회의가 프랑스 파리에서 개최되었다.[2]
- 2011년 5월 16일부터 5일간 대서양참치보존위원회(ICCAT) 협약 현대화를 위한 작업반 회의가 스페인 마드리드에서 개최되었다.[3]